# Talossaans
Het Talossaans (Talossan; Talossaanse uitspraak: [tɐɫɔˈsan]) is een kunsttaal, die door Robert Ben Madison werd ontworpen voor zijn micronatie, het Koninkrijk Talossa.
Het Talossaans is een Gallo-Romaanse taal, die is geïnspireerd door vooral het Frans, het Provençaals en het Occitaans; zoals de meeste artistieke talen is het Talossaans zeer naturalistisch en kent de grammatica vele onregelmatigheden. Nadat Madison in 1985 het bestaan van de Marokkaanse Berberstam Talessint had vernomen, besloot hij voor zijn micronatie een soort "nationale mythologie" te creëren waarin ook de Berbers een rol speelden; dit leidde tot een invloed van de Berbertalen op het Talossaans. Nog later werden ook veel woorden aan andere Romaanse talen ontleend en in een Frans/Provençaals jasje gestoken; sommigen menen daarbij ook invloed van het Roemeens te onderscheiden. Er zijn echter geen regels die bepalen hoe een woord wordt gevormd. Het woord "Talossa" zelf is niet Romaans, maar Fins-Oegrisch van oorsprong: het komt uit het Fins en betekent "binnen het huis" (Talossa ontstond in Madisons slaapkamer).
Het Talossaans behoort tot de bekendste en meest gewaardeerde artistieke talen die op het internet te bewonderen zijn. Met een officiële woordenlijst van ruim 28.000 woorden is het een van de grootste en meest gedetailleerde kunsttalen die ooit zijn gemaakt. Een zwakte in de ogen van sommigen is het feit, dat de manier waarop de taal tot stand is gekomen een nogal willekeurig karakter heeft, waardoor er geen sprake is van een fictieve afstamming van het Latijn.